# Oxymycterus wayku
Oxymycterus wayku és una espècie de mamífer rosegador del gènere Oxymycterus i la família dels cricètids. Habita el nord-oest del Con Sud de Sud-amèrica, específicament el sud de les selves de muntanya de les iungues del nord-oest de l'Argentina.

## Taxonomia
Aquesta espècie fou descrita l'any 2008 pels zoòlegs Juan Pablo Jayat, Guillermo D'Elía, Ulyses F. J. Pardiñas, María Daniela Miotti i Pablo E. Ortiz.

## Localitat tipus
La localitat tipus referida és: «10 km per ruta al sud de Hualinchay en el camí a Lara, a una altitud de 2.316 msnm a les coordenades: 26º19'20.2"S 65º36'45.5"W, departament Trancas, província de Tucumán, Argentina».

## Holotip
L'holotip és l'espècimen catalogat com a: LMC 7247; es tracta de pell, crani, esquelet i teixits (conservats en alcohol) d'un mascle jove (de 2 anys), recollit el 19 de juny del 2005 per Juan Pablo Jayat (número de camp original: JPJ 1407).

## Paratips
Cinc exemplars: LMC 7248, LMC 7249, LMC 7250, CNP 853 i CNP 854. Foren atrapats vius a la localitat tipus.

## Etimologia
El nom específic wayku és una paraula que significa ‘barranc’ en quítxua (que encara es parla als Andes centrals). Aquest terme s'empra habitualment al nord-oest argentí per a referir-se a rierols reduïts i de pendents pronunciats que corren formant petites llàcoves a regions muntanyoses, hàbitat on fou capturada aquesta espècie.

## Hàbitat i distribució
Aquesta espècie és endèmica del nord-oest de l'Argentina, a les províncies de Catamarca i Tucumán.
Es distribueix al llarg dels humits vessants orientals dels sistemes muntanyosos de l'Aconquija i les Cumbres Calchaquíes, a altituds entre 800 i 2400 msnm, i al sud arriba fins a la serra de Narváez a Catamarca, prop del límit amb Tucumán.
Existeix un hàbitat adequat per a l'espècie al llarg d'una estreta franja de 200 km de longitud, que arribaria pel nord fins a la part més septentrional de les Cumbres Calchaquíes, ja a la part sud de la província de Salta.

### Localitats de Tucumán
Departament Trancas
- Hualinchay (10 km per ruta al sud) a una altitud de 2.316 msnm a les coordenades: 26º19'20.2"S 65º36'45.5"W, (exemplar LMC 7247 -holotip-);

Departament Monteros
- Reserva provincial La Florida, Pueblo Viejo, a les coordenades: 27°13 'S 65°37'W, a una altitud d'aproximadament 1000 msnm, (exemplar LMC 6096);
- Quebrada de Los Sosa un exemplar de Los Sosa, 27 ° 4 '13.5' 'S, 65 ° 39' 43.5  W, a una altitud de 860 msnm (exemplar MACN 20.254).

Departament Tafí del Valle
- La Angostura, a les coordenades: 26°56'25.5S 65°42'10W, a una altitud de 1900 msnm (3 restes cranials recuperades d'egagròpiles: PEO-e 3, PEO-e 10, PEO-e 19).[1]

Departament Ambato
- Las Chacritas, 3 km al nord, petit barranc al costat de la ruta 1, a les coordenades: 27°38'19"S 65°57'30"W, a una altitud de 2.025 msnm. Aquests espècimens foren recuperats d'una mostra d'egagròpiles d'òliba recollides el desembre del 2013.[2]

### Hàbitat
Aquest rosegador habita principalment la zona d'ecotò entre les armenteres d'alçada i els boscos montans, que constitueixen el límit altitudinal superior de la selva de les iungues. Aquest ecotò forma un paisatge d'estructura heterogènia distribuït com un cinturó altitudinal desenvolupat a vessants costeruts humits entre 1.500 i 3.000 msnm, amb aïllats afloraments rocosos i sòls profunds, amb horitzó orgànic ben desenvolupat, cobert d'abundant detritus de fulles i branques caigudes. L'hàbitat es caracteritza per boscos gairebé monoespecífics d'Alnus acuminata (de fulla caduca), juntament amb comunitats herbàcies dominades pels gèneres Deyeuxia, Festuca i Stipa.
A més d'aquest ambient, a menor altitud també viu a barrancs de rius de muntanya en la densa selva montana, cinturó que es desenvolupa a altituds compreses entre 700 i 1.500 msnm. Les espècies arbòries són principalment de fullatge perenne, amb estrat arbori elevat, dominat per Blepharocalyx salicifolius, Eugenia pungens, Tipuana tipu, Phoebe porfiria, etc.
L'espècie seria reproductivament activa només a la temporada estival.

## Caracterització
El caràcter distintiu d'aquesta espècie fou reconegut amb el suport d'estudis morfològics i moleculars, amb anàlisis filogenètiques basades en seqüències d'ADN del citocrom b.
Es pot diferenciar O. wayku de les altres espècies del gènere Oxymycterus que habiten el nord-oest de l'Argentina (O. paramensis i O. akodontius) així com de les restants espècies del gènere, mitjançant els seus trets morfològics externs, entre els quals destaquen el patró cromàtic general molt fosc, les orelles cobertes de pèls gairebé negres, una taca blanca a la barbeta, i urpes i potes posteriors llargues i robustes.
A més a més, presenta característiques cranials particulars, que inclouen fenedures zigomàtiques amples i relativament superficials, sèrie molar i forat incisiu proporcionalment curts i una caixa cranial relativament més robusta, en comparació amb O. paramensis.

## Conservació
Aquesta espècie és particularment rara, fet agreujat per l'elevat grau d'alteració dels seus hàbitats.